# A Change of Seasons
A Change of Seasons — мініальбом гурту Dream Theater. Виданий 19 вересня 1995 року. Загальна тривалість композицій становить 57:30. Альбом відносять до напрямку прогресивний метал.

## Список пісень
1. «A Change of Seasons» — 23:06
  1. «The Crimson Sunrise» — 3:50
  2. «Innocence» — 3:04
  3. «Carpe Diem» — 3:14
  4. «The Darkest of Winters» — 2:53
  5. «Another World» — 3:58
  6. «The Inevitable Summer» — 3:13
  7. «The Crimson Sunset» — 2:54
2. «Funeral for a Friend/Love Lies Bleeding» (кавер пісні Елтона Джона) — 10:49
3. «Perfect Strangers» (кавер пісні гурту Deep Purple) — 5:33
4. «The Rover/Achilles Last Stand/The Song Remains the Same» (кавер пісні гурту Led Zeppelin) — 7:28
5. «The Big Medley» — 10:34
  1. «In the Flesh?» (кавер пісні гурту Pink Floyd) — 2:25
  2. «Carry on Wayward Son» (кавер пісні гурту Kansas) — 2:10
  3. «Bohemian Rapsody» (кавер пісні гурту Queen) — 1:25
  4. «Lovin, Touchin, Squeezin» (кавер пісні гурту Journey) — 2:07
  5. «Cruise Control» (кавер пісні гурту Dixie Dregs) — 1:03
  6. «Turn It on Again» (кавер пісні гурту Genesis) — 1:23

## Чарти
| Чарт (1995)                                        | Найвища позиція |
| -------------------------------------------------- | --------------- |
| Нідерланди Dutch Albums (MegaCharts)               | 39              |
| Фінляндія Finnish Albums (Suomen virallinen lista) | 17              |
| German Albums (Offizielle Top 100)                 | 50              |
| Швеція Swedish Albums (Sverigetopplistan)          | 13              |
| US Billboard 200                                   | 58              |
| Велика Британія UK Albums (OCC)                    | 88              |